# 山頂駅 (香港)
山頂駅（さんちょうえき)は香港中西区にあるピークトラムの駅である。海抜398mの場所に位置する。

## 駅構造
- 頭端式ホーム2面1線の地上駅。

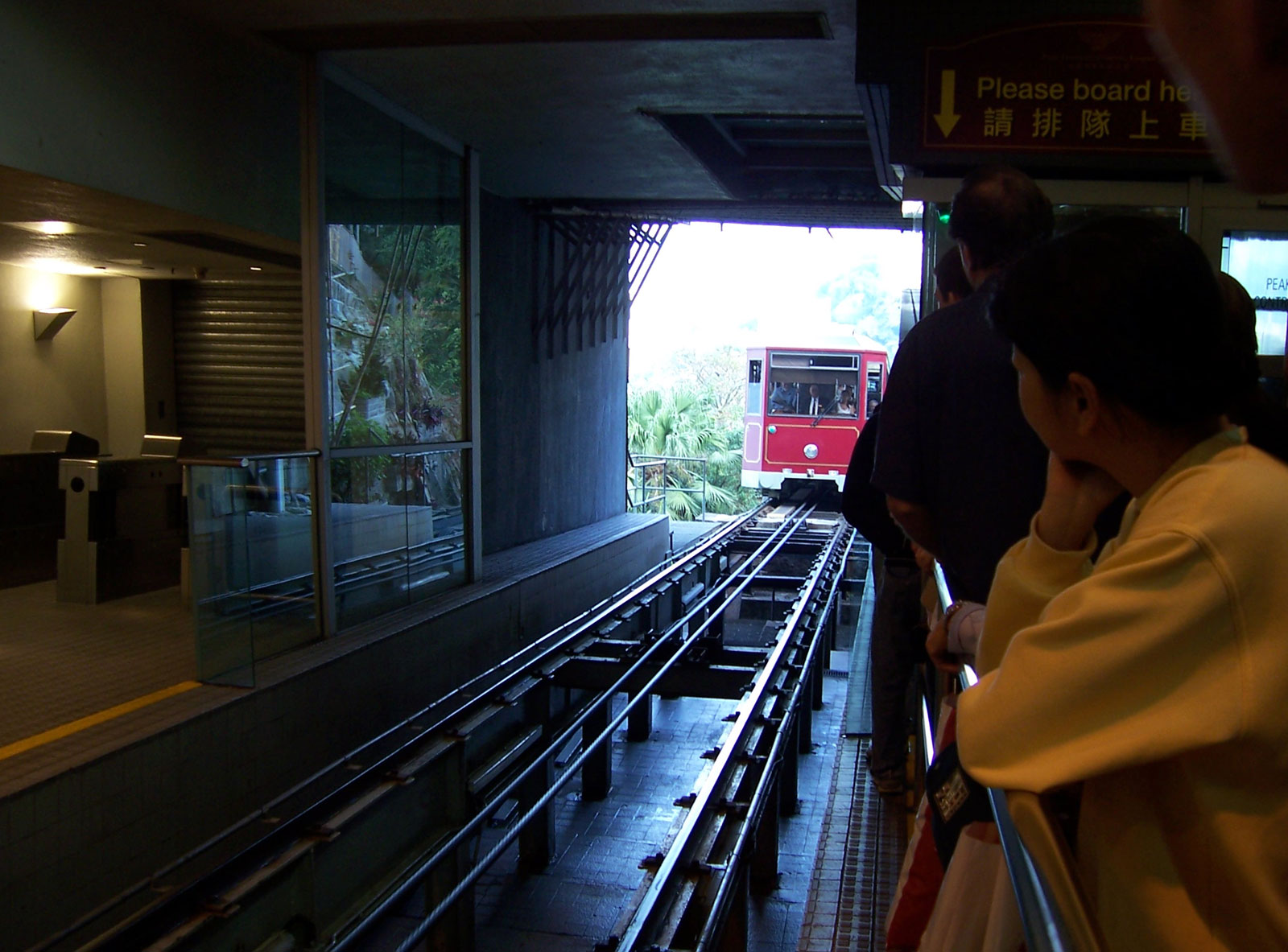
プラットホーム

## 駅周辺
- 凌霄閣
- 山頂広場
- 山頂餐庁

## バス路線
- No.15（新巴） : 金鐘駅, 交易廣場（中環駅）, 中環[1]
- ミニバス No.1 ：香港駅（国際金融中心）[2]

## 歴史
- 1888年5月30日 - 開業。

## 隣の駅
山頂纜車有限公司
ピークトラム
白加道駅 - 山頂駅